# 琳达·凯塞多
琳达·莉泽斯·凯塞多·阿莱格里亚（西班牙語：Linda Lizeth Caicedo Alegría，2005年2月25日—）是一名哥伦比亚女子职业足球运动员，司职前锋。截至2023年時，其效力于西班牙女子足球甲级联赛俱乐部皇家馬德里女子足球俱樂部。她帮助皇家馬德里女子足球俱樂部打入2023年國王杯決賽。她還是哥伦比亚国家女子足球队的一員。她隨隊參加過2023年國際足協女子世界盃，并在小组赛中攻入两球。她還獲得過2022年美洲杯金球奖、 2022年美洲杯铜靴奖和2022年國際足協U-17女子世界盃银球奖。